# Notogrammatodon
Notogrammatodon is een monotypisch geslacht van uitgestorven tweekleppigen uit de familie van de Arcidae (arkschelpen).

## Soort
- Notogrammatodon inexpectata Maxwell, 1966 †